# لشکر ۳۶ پیاده (ایالات متحده آمریکا)
لشکر ۳۶ پیاده (انگلیسی: 36th Infantry Division) لشکر پیاده‌نظام گارد ملی ایالات متحده آمریکا است، که در سال ۱۹۱۷ تأسیس شد.
لشکر ۳۶ پیاده همچنین با نام‌های «لشکر پلنگ»، «لشکر ستاره تنها»، «ارتش تگزاس» و «تی-پچرز» شناخته می‌شود، که یک لشکر پیاده‌نظام ارتش ایالات متحده و بخشی از گارد ملی ارتش تگزاس است. لشکر ۳۶ پیاده‌نظام برای اولین بار در طول جنگ جهانی اول (۱۹۱۴–۱۹۱۸) از واحدهای گارد ملی تگزاس و اوکلاهما سازماندهی شد. پس از جنگ، این لشکر به عنوان یک واحد کاملاً تگزاسی اصلاح شد و در ۲۵ نوامبر ۱۹۴۰ برای جنگ جهانی دوم (۱۹۳۷–۱۹۴۵) به خدمت فراخوانده شد، در آوریل ۱۹۴۳ به جبهه عملیات اروپا اعزام شد و در دسامبر ۱۹۴۵ به گارد ملی تگزاس بازگشت.
در اواخر سال ۱۹۴۱، یک واحد از پیاده‌نظام ۳۶، گردان دوم، توپخانه میدانی ۱۳۱، جدا شد و به جبهه عملیات اقیانوس آرام علیه نیروهای ژاپنی اعزام شد. در جریان جنگ، ارتش امپراتوری ژاپن تعدادی از سربازان هنگ دوم این لشکر را اسیر کرد و آنها را برای کار اجباری به بردگی گرفت. سرنوشت آنها به عنوان یک واحد در بیشتر دوران جنگ جهانی دوم نامعلوم بود، که منجر به لقب «گردان گمشده» هنگ دوم شد.
در سال ۲۰۰۴، لشکر ۳۶ پیاده نظام در سازماندهی مجدد لشکر ۴۹ زرهی بازسازی شد.